# Campeonato Mundial de Atletismo em Pista Coberta de 2008 - 400 m feminino
A competição dos 400 metros feminino do Campeonato Mundial de Atletismo em Pista Coberta de 2008, foi disputado no Palácio-Velódromo Luis Puig, em Valência.

## Medalhistas
| Ouro                | Prata                  | Bronze               |
| Olesya Zykina (RUS) | Natalya Nazarova (RUS) | Shareese Woods (USA) |

## Resultados

### Eliminatória
| Bateria | Faixa | Atleta                     | Nacionalidade  | Tempo    | Notas | Tempo de reação |
| ------- | ----- | -------------------------- | -------------- | -------- | ----- | --------------- |
| 1       | 6     | Olesya Zykina              | Rússia         | 51.96    | Q     | 0.244           |
| 1       | 4     | Moushaumi Robinson         | Estados Unidos | 52.45    | Q     | 0.258           |
| 1       | 3     | Makelesi Batimala          | Fiji           | 54.02 PB | Q     | 0.217           |
| 1       | 1     | Nikolett Listar            | Hungria        | 55.37    |       | 0.237           |
| 1       | 2     | Martina Xuereb             | Malta          | 57.62 NR |       | 0.282           |
| 1       | 5     | Moya Thompson              | Jamaica        | DNF      |       | 0.315           |
| 2       | 5     | Natalya Nazarova           | Rússia         | 52.40    | Q     | 0.157           |
| 2       | 3     | Antonina Yefremova         | Ucrânia        | 52.64    | Q     | 0.163           |
| 2       | 6     | Shareese Woods             | Estados Unidos | 52.65    | Q     | 0.240           |
| 2       | 4     | Zuzana Hejnová             | Chéquia        | 53.04    | q     | 0.146           |
| 2       | 1     | Racheal Nachula            | Zâmbia         | 53.52 NR | q     | 0.257           |
| 2       | 2     | Vera Barbosa               | Cabo Verde     | 57.55    |       | 0.281           |
| 3       | 6     | Amantle Montsho            | Botswana       | 52.96 PB | Q     | 0.290           |
| 3       | 2     | Angela Morosanu            | Roménia        | 53.32 SB | Q     | 0.249           |
| 3       | 5     | Christy Ekpukhon Ihunaegbo | Nigéria        | 53.34    | Q     | 0.187           |
| 3       | 3     | Nataliya Pyhyda            | Ucrânia        | 53.44    | q     | 0.187           |
| 3       | 4     | Tsvetelina Kirilova        | Bulgária       | 53.66    |       | 0.195           |
| 3       | 1     | Sandrine Thiébaud-Kangni   | Togo           | 54.02 SB |       | 0.209           |

### Semifinal
| Bateria | Faixa | Atleta                     | Nacionalidade  | Tempo    | Notas | Tempo de reação |
| ------- | ----- | -------------------------- | -------------- | -------- | ----- | --------------- |
| 1       | 5     | Olesya Zykina              | Rússia         | 51.75    | Q     | 0.315           |
| 1       | 3     | Antonina Yefremova         | Ucrânia        | 51.79 PB | Q     | 0.228           |
| 1       | 6     | Moushaumi Robinson         | Estados Unidos | 51.85 PB | Q     | 0.248           |
| 1       | 1     | Racheal Nachula            | Zâmbia         | 53.30 NR |       | 0.317           |
| 1       | 2     | Makelesi Batimala          | Fiji           | 54.23    |       | 0.275           |
| 1       | 4     | Christy Ekpukhon Ihunaegbo | Nigéria        | DNS      |       |                 |
| 2       | 6     | Natalya Nazarova           | Rússia         | 51.62    | Q     | 0.287           |
| 2       | 3     | Shareese Woods             | Estados Unidos | 51.87 PB | Q     | 0.193           |
| 2       | 4     | Angela Morosanu            | Roménia        | 52.83 SB | Q     | 0.273           |
| 2       | 2     | Zuzana Hejnová             | Chéquia        | 53.16    |       | 0.142           |
| 2       | 5     | Amantle Montsho            | Botswana       | 53.21    |       | 0.266           |
| 2       | 1     | Nataliya Pyhyda            | Ucrânia        | 53.33    |       |                 |

### Final
| Colocação         | Faixa | Atleta             | Nacionalidade  | Notas    | Tempo de reação |
| ----------------- | ----- | ------------------ | -------------- | -------- | --------------- |
| Medalha de ouro   | 6     | Olesya Zykina      | Rússia         | 51.09 WL | 0.297           |
| Medalha de prata  | 5     | Natalya Nazarova   | Rússia         | 51.10 SB | 0.247           |
| Medalha de bronze | 3     | Shareese Woods     | Estados Unidos | 51.41 PB | 0.237           |
| 4                 | 4     | Antonina Yefremova | Ucrânia        | 51.53 PB | 0.147           |
| 5                 | 2     | Angela Morosanu    | Roménia        | 53.07    | 0.269           |
| 6                 | 1     | Moushaumi Robinson | Estados Unidos | 53.10    | 0.257           |

Legenda
| Recorde mundial       | Recorde mundial (World record)               |                       | Recorde africano                      | Recorde africano (African) |                                           | Q | Classificado por posição (Qualified) |
| Recorde do campeonato | Recorde do campeonato (Championship record)  | Recorde da América    | Recorde da América (Americas)         | q                          | Classificado por melhor tempo (Qualified) |   |                                      |
| Melhor marca do ano   | Melhor marca do ano (World leading)          | Recorde asiático      | Recorde asiático (Asian)              | DNS                        | Não largou (Did not start)                |   |                                      |
| Recorde nacional      | Recorde nacional (National record)           | Recorde europeu       | Recorde europeu (European)            | DNF                        | Não terminou (Did not finish)             |   |                                      |
| Recorde pessoal       | Recorde pessoal do atleta (Personal best)    | Recorde da Oceania    | Recorde da Oceania (Oceania)          | DSQ / DQ                   | Desclassificado (Disqualified)            |   |                                      |
| Recorde da temporada  | Recorde da temporada do atleta (Season best) | Recorde sul-americano | Recorde sul-americano (South America) | NM                         | Sem marca (No mark)                       |   |                                      |